# Barker Nunatak
Barker Nunatak är en nunatak i Antarktis. Den ligger i Västantarktis. Argentina, Chile och Storbritannien gör anspråk på området. Toppen på Barker Nunatak är 1 512 meter över havet.
Terrängen runt Barker Nunatak är huvudsakligen lite kuperad. Trakten är obefolkad. Det finns inga samhällen i närheten. 